# Alfonso Ribeiro
Pour les articles homonymes, voir Ribeiro.
Alfonso Ribeiro est un acteur, réalisateur et producteur américain, né le 21 septembre 1971 à New York.
Il est surtout connu pour son rôle de Carlton dans la série Le Prince de Bel-Air.

## Biographie
Alfonso Ribeiro est né dans la ville de New York dans le quartier du Bronx, fils de Michael Ribeiro et Joy De Leon. Ses parents sont originaires de Trinité-et-Tobago .

### Carrière
Sa carrière a commencé à l'âge de 8 ans. Il se fait connaître en 1983, lorsqu'il joua dans la comédie musicale The Tap Dance Kid à Broadway, où il reçut des critiques positives pour sa performance, et fut nommé pour l'Outer Critics Circle Award.
En 1984, Alfonso apparaît aux côtés de Michael Jackson en tant que danseur dans un spot télévisé de Pepsi. Durant la même année, et ce jusqu’en 1987, il joua dans la série Ricky ou la Belle Vie.
En 1985 apparaît en son nom dans une publicité sur MTV faisant la promotion de son livre Alfonso's breakin' & poppin' book.il a aussi joué un petit rôle dans magnum la saison 7 épisode 1
Son rôle le plus notable est celui de Carlton Banks, l'un des personnages principaux de la série Le Prince de Bel-Air de 1990 à 1996. Il y joue le cousin de Will Smith. Il est le réalisateur de plusieurs épisodes. Il est surtout connu pour sa danse (La Danse à la Carlton) sur la chanson de Tom Jones, It's Not Unusual.  Le lundi 17 décembre 2018, TMZ annonce par ailleurs que Ribeiro décide d'attaquer en justice les sociétés Take-Two Interactive et Epic Games à la suite de l'utilisation sans consentement de sa fameuse danse dans les jeux NBA 2K et Fortnite.  Son avocat, David Hect, ajoutera "Epic Games a fait beaucoup de profits à travers les contenus téléchargeables du jeu ce qui inclut des emote comme "Fresh". Pourtant, Epic Games n'a pas offert de compensation ou même demandé la permission de M. Ribeiro pour utiliser cette danse qui est sa propriété intellectuelle". À l'audience de la Cour Fédérale de Californie, l’application du droit d’auteur est refusée, au motif que ce "travail chorégraphique" n’est en réalité qu’une "simple dance en trois pas". Cela n’est pas suffisant pour être sous la protection d’un copyright.
Lors de la campagne de Barack Obama en 2008, Alfonso apparaît dans le clip démocrate : Yes We Can.
Depuis 2008, Alfonso anime l'émission Catch 21 sur la chaîne Game Show Network.
Il est également le réalisateur de différents épisodes de Meet the Browns.
En novembre 2013, il participe à I'm a Celebrity... Get Me Out of Here! 13 sur ITV. Au bout de 19 jours d'aventures il est éliminé, en même temps que Rebecca Adlington.
En septembre 2014 il participe à Dancing with the Stars 19 sur ABC. Au bout de 10 semaines de compétition il remporte le jeu le 25 novembre 2014 devant la vedette de télé-réalité Sadie Robertson et l'actrice Janel Parrish. En 2022, il devient co-animateur du programme pour la 31ème édition en collaboration avec l'animatrice et actrice Tyra Banks.

### Vie privée
Alfonso Ribeiro s'est marié à Robin Stapler en 2002. Ils ont divorcé le 9 août 2006 à la cour supérieure de Los Angeles, en citant des différends inconciliables. Ils ont la garde alternée de leur fille Sienna Ribeiro. Alfonso a été fiancé à Angela Unkrich et ils se sont mariés le 13 octobre 2012. Ils résident à Los Angeles. Le 27 octobre 2013, ils accueillent un garçon prénommé Alfonso Lincoln Ribeiro Junior. Le 30 avril 2015, ils accueillent leur second enfant, un garçon prénommé Anders Reyn Ribeiro. Le 13 mai 2019, ils accueillent leur troisième enfant, une fille prénommée  Ava Sue Ribeiro.
Il est fan de basket-ball et il soutient le Magic d'Orlando en NBA.

## Filmographie

### Acteur
- 1980 : Oye Willie (série télévisée)
- 1982 : Ricky ou la Belle Vie (Silver Spoons) (série télévisée) : Alfonso Spears (1984-1987)
- 1984 : Billie Jean (Street) (Spot TV Pepsi avec les frères Jacksons)
- 1986 : Magnum (série TV) : Kenny (Saison 7, épisode 1 et 2)
- 1987 : Mighty Pawns (TV) : Frank
- 1988 : Home Sweet Homeless (TV) : Buddy
- 1989 : A Matter of Conscience (TV) : Danny
- 1989 : Out on the Edge (TV) : Jesse
- 1990 - 1996 : Le Prince de Bel-Air (The Fresh Prince of Bel-Air) (série TV)
- 1993 : Ticks (Infested) (vidéo) : Darrel 'Panic' Lumley
- 1996 : Kidz in the Wood (en) (TV)
- 1997 : Extrême Ghostbusters (série télévisée) : Roland Jackson (voix)
- 2004 : Seek & Hide (vidéo) : Dr Grone
- 2005 : L'amour à la dérive (Lovewrecked) : Brent Hernandez
- 2006 : Rocky Balboa : ami de Maxon « The Line » Dixon
- 2011 : Things We Do for Love (série télévisée) : Darren
- 2012 : Big Time Rush (série télévisée) :  Carlton Banks (artiste invité)

### Réalisateur
- 1990 : Le Prince de Bel-Air (The Fresh Prince of Bel-Air) (série télévisée)
- 1995 : In the House (série télévisée)
- 2012 : Things We Do for Love (série télévisée)

## Émissions de télévision
- 2007, 2022- : Dancing with the Stars
- Depuis 2008 : Catch 21
- 2014 : Dancing with the Stars : participant
- 2018 et 2019 : Strictly Come Dancing : juge exceptionnel (en remplacement de Bruno Tonioli)